# Вторгнення з Альдебарану
«Вторгнення з Альдебарану» — збірка оповідань польського письменника-фантаста Станіслава Лема, видана Літературним видавництвом у 1959 році. Книга мала лише одне видання. Обкладинку розробив польський художник Даніель Мруз. Назва гротеску нагадує новелу «Wesele w Atomicach» Славомира Мрожека, яка була опублікована того ж року.
До збірки увійшли перші три новели із серії «Розповіді про пілота Піркса». Решта новел, крім новели «Вихід» (пол. Exodus), згодом були передруковані у збірці «Загадка» (Interart 1996), пізніше також виданій під назвою «Маска» (Літературне видавництво 2003, Agora 2010).

## Список творів
- Вторгнення
- Друже
- Тест (із серії «Розповіді про пілота Піркса»)
- Патруль (із серії «Розповіді про пілота Піркса»)
- Альбатрос (із серії «Розповіді про пілота Піркса»)
- Вихід
- Вторгнення з Альдебарану
- Темрява і цвіль (це також назва заголовка збірки оповідань, виданого Літературним видавництвом в 1988 році і містить оповідання з таким заголовком)
- Молоток

## Опис сюжету

### Друже
Одного разу до головного героя, учасника аматорського радіоклубу, приходить чоловік на ім'я Гарден, просячи позику в кілька метрів дроту. Поведінка незнайомця його інтригує, тому він намагається дізнатися про нього якомога більше. Незабаром Гарден знову відвідує його, просячи допомоги у побудові камери за схемою, що надав не менш загадковий «друг». Герой не відмовляє; закінчивши роботу, Гарден з його допомогою бере готовий апарат і виносить його до місця, призначеного «другом». Наступного дня він дізнається, що знаходився в підвалі Об'єднаних електронних компаній на площі Вілсона. Зрештою, він здогадується, що «другом» Гардена була найпотужніша електронна машина в країні, що будується. Головний герой повертається туди наступної ночі: стає свідком приєднання Гардена до машини; незабаром він сам проти своєї волі стає частиною комп'ютера і дізнається про його наміри — влади над світом. Однак машина виходить з ладу: завдяки трюку — використанню сплаву Вуда для припаювання деталей апарата — головний герой виривається на свободу і тікає від свого «друга».

### Вторгнення з Альдебарана
На Землю, поблизу села Мициська Ніжне, приземляється космічний корабель, що належить державі Альдебаранської цивілізації. Інопланетянам, NGTRX (замаскованому під людину) та PWGDRK, доручається встановити контакт із людьми, що повинно стати вступом до завоювання планети. На жаль (для прибульців) першим перехожим виявляється п'яний Францішек Йолас, який за допомогою покажчика несвідомо відбиває вторгнення з Альдебарана. Наступного дня все, що залишилось від мертвих прибульців грабується мешканцями Мициська, а їхній космічний апарат перетворюється на машину для виробництва самогону.

### Темрява і цвіль
Літня людина знаходить у своїй квартирі невеликий предмет («зернятко»), оточене силовим полем. Після низки домашніх експериментів виявляється, що зерно практично не подрібнюється, не знищується, злегка світиться, тепле на дотик і здається абсолютно нешкідливим. Несподіванка полягає в тому, що воно розмножується поділом кожні кілька днів. Здавалося б, нешкідливе і затишне, воно навіть стає своєрідним домашнім улюбленцем або талісманом для літнього чоловіка. Однак «зернятко» стає проблемою, коли його кількість та обсяг починають переповнювати невелику квартиру. Оточений постійно зростаючою популяцією «зерен», старий стоїть на межі катастрофи. Об'єкт множиться — з'являється все більше його копій.
«Зернятка» виявляються штучно створеними бактеріоподібними організмами (вигаданий вид Whisteria cosmolytica), з метаболізмом, заснованим на знищенні матерії. Їх також позначають кодовою назвою Темрява і цвіль, оскільки для розмноження їм потрібні темрява та цвіль. Вони були створені спеціалістами, пов'язаними з військовими — Whisteria мала бути потужною зброєю, але вона вилетіла з військової лабораторії після аварії-вибуху, яка закинула одне із зерен до будинку героя.

### Молоток
Головний герой бере участь в експерименті, коли ракета досягає швидкості, близької до швидкості світла у вакуумі (точніше 0,93 с). Він не один — його супутницею в подорожі є «духовна машина», за допомогою якої він говорить про відмінності між людьми та штучним інтелектом, а також про свої спогади. Одного разу він розуміє, що машина змінила курс ракети — замість того, щоб повернутися на Землю, він летить у космос, бо його електронний друг хотів поговорити з ним якомога довше.
Титульний молот — це елемент ракети, електромагнітний всмоктуючий пристрій, що використовується для збору космічного пилу, необхідного для подорожі. Інший, звичайний молоток — це інструмент, за допомогою якого головний герой знищує машину, яка його обманює.

## Адаптації
За мотивами історії Друга було створено два фільми та радіодраму:
- у 1965 році польський фільм з такою ж назвою режисерів Марека Новіцького та Єжи Ставіцького (оповідача історії ототожнювали з Ійоном Тихим, його грав Петро Куровський)
- у 1992 році німецький фільм «Der unsichtbare Freund» режисера Рея Мюллера
- в 2012 році, радіоадаптація на Польському радіо, Програма 1, адаптер: Кшиштоф Селіцький, режисер: Ян Варениця[2].

## Дивитися також
- Альдебаран — зірка в сузір'ї Тельця